# Hem-Monacu
Hem-Monacu – miejscowość i gmina we Francji, w regionie Hauts-de-France, w departamencie Somma.
Według danych na rok 2011 gminę zamieszkiwały 122 osoby, a gęstość zaludnienia wynosiła 33 osoby/km² (wśród 2293 gmin Pikardii Hem-Monacu plasuje się na 901. miejscu pod względem liczby ludności, natomiast pod względem powierzchni na miejscu 996.).